# Waimes
Waimes (niem. Weismes, wa. Waime) – miejscowość i gmina (commune) w Belgii, w Regionie Walońskim, w prowincji Liège, w okręgu Verviers. 1 stycznia 2024 roku liczyła 7563 mieszkańców. Leży we wspólnocie niemieckojęzycznej.

## Podział administracyjny
W skład gminy wchodzą dwie dzielnice (section):
- Faymonville (Außenborn)
- Robertville